# امیرحسین حشمت ساران
امیرحسین حشمت ساران دبیر کل «جبهه اتحاد ملی ایران» است. وی در سال ۱۳۸۲ به اتهام تشکیل این حزب دستگیر و به هشت سال حبس محکوم شد، وی در دوران حبس مجدداً محاکمه و به هشت سال حبس دیگر محکوم گردید.
وی در حمله‌ای که توسط کرمانی و «نبی الله فرج زاده» همراه با ۳۰ نفر از افراد گارد ویژه زندان به سلول او و سایر هم بندیهایش شد، آماج ضربات باطوم قرار گرفته و دراثر بی توجهی مسئولان زندان و تزریق داروهای مشکوک و مخلوط شده و پس از سه بار اغما به «بیمارستان رجایی کرج»، بخش مراقبهای ویژه، منتقل شد. در حال بیهوشی نیز به دستان او دستبند زده و به تخت بیمارستان بسته شده بود و پزشک معالج وی از دادن هرگونه اطلاعاتی از وضعیت جسمی آقای ساران خودداری می‌کند. فرزندان او چندین بار تلاش کردند که پدر خود را ببینند ولی مامورین از دادن اجازه به آنها خودداری کردند.
وی بدلیل شدت ضربات وارده به سر و تزریق داروهای مشکوک، پس از ۴۸ ساعت کما، در ۱۶ اسفند ۱۳۸۷ در بیمارستان رجایی کرج درگذشت.

## جستارهای ویژه
فهرست زندانیان سیاسی ایران